# Tom Fraser
Thomas Fraser, (18 février 1911 - 21 novembre 1988) est député travailliste de la circonscription de Hamilton entre 1943 et 1967 .

## Biographie
Il fait ses études à l'école primaire de Lesmahagow jusqu'à l'âge de 14 ans, date à laquelle il commence à travailler comme mineur, travaillant sous terre jusqu'à son entrée au parlement. Il est responsable de branche de son syndicat de 1938 à 1943 et de 1939 à 1943, secrétaire du Parti travailliste de la circonscription de Lanark . Il entre au parlement à l'élection partielle de 1943 à Hamilton, battant un candidat indépendant par plus de 8 000 voix . Après la victoire du Parti travailliste aux élections générales de 1945, il est nommé sous-secrétaire d'État adjoint pour l'Écosse et occupe le poste jusqu'à ce que son parti perde le pouvoir lors des élections générales de 1951.
Dans l'opposition, Fraser est Secrétaire d'État pour l'Écosse du cabinet fantôme «pendant de nombreuses années». Après la victoire du Labour aux élections générales de 1964, il est ministre des Transports du 16 octobre 1964 au 23 décembre 1965. En décembre 1965, il présente la limitation de vitesse sur autoroute en tant que mesure d'urgence, à la suite d'une série de multiples collisions sur autoroute, principalement dans le brouillard. Tout au long de son mandat de ministre, il autorise la fermeture 1071 km de voies ferrées, suivant les recommandations du rapport Beeching. Cependant, il est allé plus loin et autorise la fermeture de lignes, notamment d'Oxford à Cambridge Line, que même Beeching n'avait pas envisagée de fermer .
En mai 1967, il démissionne du Parlement pour devenir président du North of Scotland Hydro-Electric Board ,. Sa démission ouvre la voie à une élection partielle qui aboutit à une victoire historique pour le candidat du Parti national écossais Winnie Ewing.
Il est nommé conseiller privé en 1964. Il siège ensuite à la Commission Wheatley et est en partie responsable des réformes qui en résultent dans le gouvernement local écossais. Il prend sa retraite à Lesmahagow, où il a auparavant travaillé comme mineur, et est décédé à l'hôpital de droit en 1988 après une brève maladie  . Quand il est mort, l'un de ses successeurs pour le siège, George Robertson, note qu'il y a encore «un immense respect» pour lui à Hamilton.